# Mùa giải quần vợt năm 2023 của Novak Djokovic
Mùa giải quần vợt năm 2023 của Novak Djokovic được coi là một trong những mùa giải hay nhất mọi thời đại của một tay vợt. Mùa giải chính thức bắt đầu vào ngày 1 tháng 1 năm 2023 tại giải Adelaide International, và kết thúc vào ngày 25 tháng 11 năm 2023 sau trận thua của Serbia trước Ý ở bán kết Vòng chung kết Davis Cup.
Trong mùa giải này, Djokovic:
- Kéo dài kỷ lục 373 tuần của nam & vượt qua kỷ lục 377 tuần của Steffi Graf (tất cả giới tính) giữ vị trí số 1 thế giới với 405 tuần (tính đến ngày 25 tháng 12 năm 2023).
- Vượt qua kỷ lục 22 danh hiệu đơn nam Grand Slam của Rafael Nadal tại Giải quần vợt Pháp Mở rộng và sau đó nâng số danh hiệu Grand Slam lên 24 tại Giải quần vợt Mỹ Mở rộng.
- Kéo dài kỷ lục 32 lần lọt vào trận chung kết đơn nam Grand Slam lên 36 lần.
- Vượt qua kỷ lục 46 lần lọt vào vòng bán kết đơn nam Grand Slam của Roger Federer (với 47 lần).
- Trở thành tay vợt đầu tiên ba lần hoàn thành Grand Slam sự nghiệp ở đơn nam. (Trước đó bằng với Roy Emerson, Rod Laver, và Nadal với cùng hai lần hoàn thành Grand Slam sự nghiệp)
- Trở thành tay vợt nam đầu tiên có ba lần vô địch Grand Slam trên cả ba mặt sân. (Trước đó bằng với Mats Wilander và Nadal với cùng hai lần vô địch Grand Slam trên ba mặt sân)
- Nâng kỷ lục số trận thắng đơn nhiều nhất ở mỗi giải Grand Slam với 88 trận thắng trở lên.
- Vượt qua kỷ lục sáu danh hiệu đơn ATP Finals của Federer (với 7 danh hiệu).
- Kéo dài kỷ lục 38 danh hiệu Masters lên 40.
- Kéo dài kỷ lục 56 lần lọt vào trận chung kết đơn Masters lên 58.
- Kéo dài kỷ lục tỷ lệ chiến thắng cao nhất (tối thiểu 500 trận thắng) ở đơn nam trong Kỷ nguyên Mở từ 83.35% lên 83.62% (1087–213).
- Kéo dài kỷ lục 240 trận thắng trước các tay vợt xếp hạng top 10 ở đơn nam trong Kỷ nguyên Mở lên 257 trận thắng.
- Kéo dài kỷ lục 347 (trước đó bằng với Federer) trận đấu với các tay vợt xếp hạng top 10 ở đơn nam lên 369 trận.
- Kéo dài kỷ lục bảy lần kết thúc năm với vị trí số 1 bảng xếp hạng đơn nam lên tám lần.

## Tóm tắt năm

### Mùa giải sân cứng đầu năm

#### Adelaide International
Djokovic lọt vào trận chung kết mà không để thua một set nào, sau đó đánh bại Sebastian Korda trong trận chung kết, 6–7(8–10), 7–6(7–3), 6–4. Đây là danh hiệu thứ 92 của Djokovic, và là lần đầu tiên anh giành một danh hiệu ở Adelaide kể từ năm 2007.

#### Giải quần vợt Úc Mở rộng
Djokovic đánh bại Stefanos Tsitsipas trong trận chung kết, 6–3, 7–6(7–4), 7–6(7–5). Đây là danh hiệu Úc Mở rộng thứ 10 và danh hiệu Grand Slam thứ 22 của anh, cân bằng với kỷ lục của Nadal. Anh chỉ để thua duy nhất một set trong suốt giải đấu (trước Enzo Couacaud ở vòng 2).

#### Dubai Tennis Championships
Tay vợt người Serbia kéo dài chuỗi trận thắng lên 15 trận trước khi để thua trước Daniil Medvedev ở vòng bán kết Dubai Tennis Championships.

#### Indian Wells và Miami Open
Vào tháng 3, Djokovic rút lui khỏi Indian Wells Masters và Miami Open sau khi bị từ chối cấp thị thực vào Hoa Kỳ do không đáp ứng yêu cầu tiêm chủng vắc-xin COVID-19. Giám đốc điều hành giải Indian Wells Tommy Haas, giám đốc điều hành giải Miami Open James Blake, và Thống đốc bang Florida Ron DeSantis đã vận động các quan chức chính phủ liên bang để xin miễn trừ, nhưng không thành công.

### Mùa giải sân đất nện

#### Monte-Carlo Masters
Mặc dù dẫn trước 6–4, 4–2, Djokovic vẫn để thua ở vòng 1/16 trước Lorenzo Musetti, người sau đó đã lội ngược dòng 4–6, 7–5, 6–4. Đây là trận thắng đầu tiên của Musetti trước Djokovic.

#### Srpska Open
Sau khi đánh bại Luca Van Assche sau ba set, Djokovic thua ở vòng tứ kết trước tay vợt đồng hương Dusan Lajovic, 4–6, 6–7(6–8).

#### Madrid Open
Djokovic rút lui khỏi Madrid Open do lo ngại về chấn thương khuỷu tay.

#### Internazionali BNL d'Italia
Vào giải đấu trước sinh nhật lần thứ 36, đương kim vô địch Djokovic có lần thứ 17 liên tiếp vào vòng tứ kết giải đấu.  Ở vòng tứ kết, Djokovic thua trước Holger Rune 6–2, 4–6, 6–2. Đây là lần đầu tiên Djokovic không thể vào ít nhất vòng bán kết ở Rome kể từ năm 2013.

#### Giải quần vợt Pháp Mở rộng
Sau khi đánh bại tay vợt số 1 thế giới Carlos Alcaraz ở vòng bán kết, Djokovic đánh bại Casper Ruud trong trận chung kết, 7–6(7–1), 6–3, 7–5 để giành danh hiệu đơn nam Grand Slam thứ 23 trong sự nghiệp. Anh trở thành tay vợt nam đầu tiên giành được ba lần Grand Slam sự nghiệp, và trở thành tay vợt cao tuổi nhất vô địch Pháp Mở rộng (36 tuổi 20 ngày).

### Mùa giải sân cỏ

#### Wimbledon
Djokovic sau đó tham dự Giải quần vợt Wimbledon, nơi anh có cơ hội vô địch giải đấu lần thứ năm liên tiếp và nâng tổng số danh hiệu Wimbledon lên thành tám. Anh lọt vào vòng bán kết bằng các chiến thắng trước Pedro Cachin, Jordan Thompson, Stan Wawrinka, Hubert Hurkacz và Andrey Rublev. Ở vòng bán kết, anh đối đầu với Jannik Sinner. Djokovic giành chiến thắng trận đấu sau ba set để có lần thứ năm liên tiếp lọt vào trận chung kết Wimbledon,. Đây cũng là trận chung kết Wimbledon thứ 9 và trận chung kết Grand Slam thứ 35 trong sự nghiệp của anh. Tuy nhiên, anh đã để thua trong trận chung kết trước Carlos Alcaraz sau năm set, kết thúc chuỗi 34 trận thắng liên tiếp tại Wimbledon kể từ năm 2018 và chuỗi trận bất bại trong các trận chung kết Wimbledon và trên Sân Trung tâm kể từ sau trận thua năm 2013 của anh trước Andy Murray.

### Mùa giải sân cứng ngoài trời Hoa Kỳ

#### Cincinnati Open
Đây là giải đấu đầu tiên của Djokovic ở Hoa Kỳ kể từ sau Giải quần vợt Mỹ Mở rộng 2021, sau khi dỡ bỏ yêu cầu tiêm vắc-xin COVID-19 đối với du khách quốc tế vào tháng 5 năm 2023. Ở vòng 3, Djokovic đánh bại Gaël Monfils sau hai set để kéo dài thành tích đối đầu của anh với Monfils lên kỷ lục 19–0, qua đó vượt qua kỷ lục trước đó do Rafael Nadal nắm giữ trước Richard Gasquet với thành tích 18–0. Djokovic sau đó đánh bại hạt giống số 9 Taylor Fritz và hạt giống số 16 Alexander Zverev sau hai set để lọt vào trận chung kết Masters 1000 thứ 57 mà không để thua một set đấu nào.
Trong trận chung kết, Djokovic đánh bại nhà vô địch Wimbledon Carlos Alcaraz, 5–7, 7–6(9–7), 7–6(7–4) để giành danh hiệu Cincinnati Masters thứ 3 và danh hiệu ATP Tour Masters 1000 thứ 39. Anh thắng trận đấu mặc dù để thua set đầu và mất break ở set hai, cùng với việc cứu một championship point trong loạt tiebreaker ở set hai. Đây là lần thứ hai anh cứu một championship point trên hành trình vô địch một giải đấu trong năm 2023, sau chiến thắng ở Adelaide, và đây là danh hiệu thứ 9 trong sự nghiệp anh giành được sau khi phải cứu match point trong một giải đấu. Đây là trận chung kết ATP Tour theo thể thức đánh ba thắng hai dài nhất và cũng là trận đấu dài nhất trong lịch sử giải đấu, với 3 tiếng 49 phút. Trận chung kết giữa Carlos Alcaraz và Novak Djokovic sau đó được vinh danh là là Trận đấu ATP của năm. Djokovic gọi đây là một trong những trận đấu khó khăn nhất của anh và nói rằng "Thành thật mà nói, nó giống như một trận chung kết Grand Slam, thậm chí còn có thể hơn thế". Anh so sánh cường độ và độ khó của trận đấu với trận đấu của anh với Rafael Nadal trong trận chung kết Giải quần vợt Úc Mở rộng 2012.

#### Giải quần vợt Mỹ Mở rộng
Djokovic sau đó tham dự Giải quần vợt Mỹ Mở rộng nơi anh chỉ để thua hai set trên hành trình lên ngôi vô địch, cả hai đều trước tay vợt đồng hương Laslo Djere ở vòng 3. Ở vòng tứ kết, Djokovic đánh bại hạt giống số 9 Taylor Fritz để có trận thắng thứ 250 trước tay vợt top 10 trong sự nghiệp, giúp anh trở thành tay vợt đầu tiên đạt được cột mốc này kể từ khi bảng xếp hạng ATP bắt đầu vào năm 1973. Với việc vào vòng bán kết đơn nam Grand Slam thứ 47, Djokovic đã vượt qua kỷ lục trước đó của Roger Federer trong Kỷ nguyên Mở. Với việc vào trận chung kết, Djokovic có lần thứ ba cân bằng kỷ lục lọt vào tất cả các trận chung kết Grand Slam trong một mùa giải của Federer.
Trong trận chung kết, anh đối đầu với Daniil Medvedev trong trận tái đấu của trận chung kết Giải quần vợt Mỹ Mở rộng 2021, nơi Medvedev giành danh hiệu Grand Slam đầu tiên sau khi đánh bại Djokovic sau ba set. Lần này, Djokovic đã đánh bại Medvedev sau ba set để giành danh hiệu Mỹ Mở rộng thứ 4 và kéo dài kỷ lục 24 danh hiệu đơn nam Grand Slam, cũng như cân bằng kỷ lục mọi thời đại về số danh hiệu đơn Grand Slam ở cả nam và nữ của Margaret Court. Djokovic trở thành nhà vô địch đơn nam Mỹ Mở rộng cao tuổi nhất trong Kỷ nguyên Mở, ở tuổi 36 và 111 ngày, và là tay vợt nam đầu tiên có bốn lần giành ba danh hiệu Grand Slam trong một mùa giải. Chức vô địch Mỹ Mở rộng cũng đồng nghĩa với việc, Djokovic đã vô địch một phần ba số Grand Slam mà anh đã tham dự tại thời điểm đó (24 trong số 72), và đã lọt vào chung kết ở một nửa số Grand Slam mà anh đã tham dự (36 trong số 72). Với chiến thắng ở vòng 1, Djokovic giành lại vị trí số 1 thế giới từ Alcaraz khi giải đấu kết thúc.

### Mùa giải sân cứng trong nhà châu Âu

#### Paris Masters
Sau sáu tuần nghỉ ngơi, Djokovic trở lại thi đấu tại giải Paris Masters, nơi anh vượt qua Tomás Martín Etcheverry ở vòng 2 trong trận đấu thứ 1069 trong sự nghiệp của anh, vượt qua Rafael Nadal để trở thành tay vợt có số trận nhiều thứ 4 trong Kỷ nguyên Mở. Ở vòng tứ kết, Djokovic đánh bại đương kim vô địch Holger Rune sau ba set. Anh sau đó đánh bại Grigor Dimitrov trong trận chung kết để giành danh hiệu Paris Masters thứ 7 và danh hiệu Masters thứ 40. Djokovic cũng thi đấu ở nội dung đôi với Krajinovic để khởi động cho Vòng chung kết Davis Cup. Họ thắng ở vòng 1, nhưng rút lui ở vòng 2.

#### ATP Finals
Djokovic nằm ở bảng xanh cùng với Stefanos Tsitsipas, Jannik Sinner và Holger Rune. Sau khi thắng trận đấu vòng bảng đầu tiên trước Rune, anh đã chắc chắn kết thúc năm với vị trí số 1 thế giới lần thứ 8 trong sự nghiệp. Tuy nhiên, ở trận sau, Djokovic để thua trước Sinner sau ba set, kết thúc chuỗi 19 trận thắng liên tiếp và là trận thua đầu tiên của anh kể từ sau trận chung kết Wimbledon. Djokovic sau đó vượt qua Hubert Hurkacz, người thay thế cho Tsitsipas, ở trận đấu cuối cùng của vòng bảng, và xuất sắc đánh bại Alcaraz ở vòng bán kết và tay vợt của nước chủ nhà Sinner trong trận chung kết—cả hai đều sau hai set—để giành danh hiệu ATP Finals thứ 7. Chức vô địch giúp anh trở thành tay vợt đầu tiên vô địch giải đấu khi đang nắm giữ vị trí số 1 thế giới kể từ sau Andy Murray vào năm 2016. Mặc dù chỉ tham dự 12 giải đấu, Djokovic đã dẫn đầu cả ATP Tour 2023 về số danh hiệu giành được với 7 danh hiệu. Đây là số danh hiệu nhiều nhất mà anh giành được trong một mùa giải kể từ năm 2016. Vào ngày 20 tháng 11, Djokovic trở thành tay vợt đầu tiên ở đơn đạt 400 tuần ở vị trí số 1.

#### Vòng chung kết Davis Cup
Vòng đấu loại trực tiếp của Vòng chung kết Davis Cup diễn ra ở Malaga vào tháng 11.
Djokovic tham dự giải đấu cuối cùng trong năm tại Vòng chung kết Davis Cup 2023 vào tháng 11. Anh giúp Serbia vào vòng tứ kết sau khi giành chiến thắng trận đấu đơn Davis Cup thứ 20 liên tiếp của anh trước Alejandro Davidovich Fokina trong chiến thắng 3–0 trước Tây Ban Nha ở bảng C, nơi họ kết thúc với vị trí nhì bảng. Ở vòng tứ kết gặp Anh Quốc, Djokovic đánh bại Cameron Norrie trong trận đấu đơn quyết định để đưa Serbia vào vòng bán kết lần thứ hai trong ba năm và trở thành tay vợt Serbia thành công nhất trong lịch sử Davis Cup với 44 trận thắng ở giải đấu, giúp anh vượt qua Nenad Zimonjić một trận.
Ở vòng bán kết gặp Ý, Djokovic đối đầu với Sinner lần thứ ba trong 11 ngày. Anh thua sau ba set mặc dù có 3 match point liên tiếp. Đây là lần đầu tiên anh để thua ở một trận đấu đơn Davis Cup kể từ sau trận đấu với Juan Martín del Potro vào năm 2011 (trận đấu ma anh phải bỏ cuộc), và là trận thua đầu tiên của anh trong một trận đấu hoàn chỉnh kể từ năm 2009. Đây cũng là lần thứ 4 anh để thua mặc dù có match point và là lần đầu tiên anh không tận dụng được ba match point liên tiếp. Djokovic sau đó cùng với Miomir Kecmanovic đánh trận đấu đôi quyết định, nhưng thua trước Lorenzo Sonego và Sinner, người do đó trở thành tay vợt đầu tiên đánh bại anh hai lần trong cùng một ngày.

## Tất cả các trận đấu
Bảng dưới đây liệt kê tất cả các trận đấu của Novak Djokovic trong năm 2023.
| VĐ | CK | BK | TK | V# | RR | Q# | A |  | Z# | PO | G | F-S | SF-B | NMS | NH |

### Đơn
| Giải đấu | Trận | Vòng                             | Đối thủ | Xếp hạng  | Kết quả                      | Tỷ số |
| --- | ---- | -------------------------------- | ------- | --------- | ---------------------------- | ----- |
| Adelaide International Adelaide, Úc ATP Tour 250 Cứng, ngoài trời 1 – 8 tháng 1 năm 2023                                             |      |                                  |         |           |                              |       |
| 1 / 1238 | V1   | Constant Lestienne               | 65      | Thắng     | 6–3, 6–2                     |       |
| 2 / 1239 | V2   | Quentin Halys                    | 64      | Thắng     | 7–6(7–3), 7–6(7–5)           |       |
| 3 / 1240 | TK   | Denis Shapovalov (7)             | 18      | Thắng     | 6–3, 6–4                     |       |
| 4 / 1241 | BK   | Daniil Medvedev (3)              | 7       | Thắng     | 6–3, 6–4                     |       |
| 5 / 1242 | VĐ   | Sebastian Korda                  | 33      | Thắng (1) | 6–7(8–10), 7–6(7–3), 6–4     |       |
| |      |                                  |         |           |                              |       |
| Giải quần vợt Úc Mở rộng Melbourne, Úc Grand Slam Cứng, ngoài trời 16 – 29 tháng 1 năm 2023                                          |      |                                  |         |           |                              |       |
| 6 / 1243 | V1   | Roberto Carballés Baena          | 75      | Thắng     | 6–3, 6–4, 6–0                |       |
| 7 / 1244 | V2   | Enzo Couacaud (Q)                | 191     | Thắng     | 6–1, 6–7(5–7), 6–2, 6–0      |       |
| 8 / 1245 | V3   | Grigor Dimitrov (27)             | 28      | Thắng     | 7–6(9–7), 6–3, 6–4           |       |
| 9 / 1246 | V4   | Alex de Minaur (22)              | 24      | Thắng     | 6–2, 6–1, 6–2                |       |
| 10 / 1247 | TK   | Andrey Rublev (5)                | 6       | Thắng     | 6–1, 6–2, 6–4                |       |
| 11 / 1248 | BK   | Tommy Paul                       | 35      | Thắng     | 7–5, 6–1, 6–2                |       |
| 12 / 1249 | VĐ   | Stefanos Tsitsipas (3)           | 4       | Thắng (2) | 6–3, 7–6(7–4), 7–6(7–5)      |       |
| |      |                                  |         |           |                              |       |
| Dubai Tennis Championships Dubai, Các Tiểu vương quốc Ả Rập Thống nhất ATP Tour 500 Cứng, ngoài trời 27 tháng 2 – 4 tháng 3 năm 2023 |      |                                  |         |           |                              |       |
| 13 / 1250 | V1   | Tomáš Macháč (Q)                 | 130     | Thắng     | 6–3, 3–6, 7–6(7–1)           |       |
| 14 / 1251 | V2   | Tallon Griekspoor                | 39      | Thắng     | 6–2, 6–3                     |       |
| 15 / 1252 | TK   | Hubert Hurkacz (5)               | 11      | Thắng     | 6–3, 7–5                     |       |
| 16 / 1253 | BK   | Daniil Medvedev (3)              | 7       | Thua      | 4–6, 4–6                     |       |
| |      |                                  |         |           |                              |       |
| Indian Wells Open Indian Wells, Hoa Kỳ ATP Tour Masters 1000 Cứng, ngoài trời 8 – 19 tháng 3 năm 2023                                |      |                                  |         |           |                              |       |
| – |      |                                  |         |           | N/A                          |       |
| |      |                                  |         |           |                              |       |
| Miami Open Miami Gardens, Hoa Kỳ ATP Tour Masters 1000 Cứng, ngoài trời 22 tháng 3 – 2 tháng 4 năm 2023                              |      |                                  |         |           |                              |       |
| – |      |                                  |         |           | N/A                          |       |
| |      |                                  |         |           |                              |       |
| Monte-Carlo Masters Roquebrune-Cap-Martin, Pháp ATP Tour Masters 1000 Đất nện, ngoài trời 9 – 16 tháng 4 năm 2023                    |      |                                  |         |           |                              |       |
| – | V1   | Miễn                             | Miễn    | Miễn      | Miễn                         |       |
| 17 / 1254 | V2   | Ivan Gakhov (Q)                  | 198     | Thắng     | 7–6(7–5), 6–2                |       |
| 18 / 1255 | V3   | Lorenzo Musetti (16)             | 21      | Thua      | 6–4, 5–7, 4–6                |       |
| |      |                                  |         |           |                              |       |
| Srpska Open Banja Luka, Bosnia và Herzegovina ATP Tour 250 Đất nện, ngoài trời 17 – 23 tháng 4 năm 2023                              |      |                                  |         |           |                              |       |
| – | V1   | Miễn                             | Miễn    | Miễn      | Miễn                         |       |
| 19 / 1256 | V2   | Luca Van Assche                  | 87      | Thắng     | 6–7(4–7), 6–3, 6–2           |       |
| 20 / 1257 | TK   | Dušan Lajović                    | 70      | Thua      | 4–6, 6–7(6–8)                |       |
| |      |                                  |         |           |                              |       |
| Madrid Open Madrid, Tây Ban Nha ATP Tour Masters 1000 Đất nện, ngoài trời 26 tháng 4 – 7 tháng 5 năm 2023                            |      |                                  |         |           |                              |       |
| Rút lui |      |                                  |         |           |                              |       |
| |      |                                  |         |           |                              |       |
| Internazionali BNL d'Italia Rome, Ý ATP Tour Masters 1000 Đất nện, ngoài trời 10 – 21 tháng 5 năm 2023                               |      |                                  |         |           |                              |       |
| – | V1   | Miễn                             | Miễn    | Miễn      | Miễn                         |       |
| 21 / 1258 | V2   | Tomás Martín Etcheverry          | 61      | Thắng     | 7–6(7–5), 6–2                |       |
| 22 / 1259 | V3   | Grigor Dimitrov (26)             | 33      | Thắng     | 6–3, 4–6, 6–1                |       |
| 23 / 1260 | V4   | Cameron Norrie (13)              | 13      | Thắng     | 6–3, 6–4                     |       |
| 24 / 1261 | TK   | Holger Rune (7)                  | 7       | Thua      | 2–6, 6–4, 2–6                |       |
| |      |                                  |         |           |                              |       |
| Giải quần vợt Pháp Mở rộng Paris, Pháp Grand Slam Đất nện, ngoài trời 28 tháng 5 – 11 tháng 6 năm 2023                               |      |                                  |         |           |                              |       |
| 25 / 1262 | V1   | Aleksandar Kovacevic             | 114     | Thắng     | 6–3, 6–2, 7–6(7–1)           |       |
| 26 / 1263 | V2   | Márton Fucsovics                 | 83      | Thắng     | 7–6(7–2), 6–0, 6–3           |       |
| 27 / 1264 | V3   | Alejandro Davidovich Fokina (29) | 34      | Thắng     | 7–6(7–4), 7–6(7–5), 6–2      |       |
| 28 / 1265 | V4   | Juan Pablo Varillas              | 94      | Thắng     | 6–3, 6–2, 6–2                |       |
| 29 / 1266 | TK   | Karen Khachanov (11)             | 11      | Thắng     | 4–6, 7–6(7–0), 6–2, 6–4      |       |
| 30 / 1267 | BK   | Carlos Alcaraz (1)               | 1       | Thắng     | 6–3, 5–7, 6–1, 6–1           |       |
| 31 / 1268 | VĐ   | Casper Ruud (4)                  | 4       | Thắng (3) | 7–6(7–1), 6–3, 7–5           |       |
| |      |                                  |         |           |                              |       |
| Wimbledon Luân Đôn, Vương quốc Liên hiệp Anh và Bắc Ireland Grand Slam Cỏ, ngoài trời 3 – 16 tháng 7 năm 2023                        |      |                                  |         |           |                              |       |
| 32 / 1269 | V1   | Pedro Cachin                     | 68      | Thắng     | 6–3, 6–3, 7–6(7–4)           |       |
| 33 / 1270 | V2   | Jordan Thompson                  | 70      | Thắng     | 6–3, 7–6(7–4), 7–5           |       |
| 34 / 1271 | V3   | Stan Wawrinka                    | 88      | Thắng     | 6–3, 6–1, 7–6(7–5)           |       |
| 35 / 1272 | V4   | Hubert Hurkacz (17)              | 18      | Thắng     | 7–6(8–6), 7–6(8–6), 5–7, 6–4 |       |
| 36 / 1273 | TK   | Andrey Rublev (7)                | 7       | Thắng     | 4–6, 6–1, 6–4, 6–3           |       |
| 37 / 1274 | BK   | Jannik Sinner (8)                | 8       | Thắng     | 6–3, 6–4, 7–6(7–4)           |       |
| 38 / 1275 | CK   | Carlos Alcaraz (1)               | 1       | Thua (1)  | 6–1, 6–7(6–8), 1–6, 6–3, 4–6 |       |
| |      |                                  |         |           |                              |       |
| Canadian Open Montreal, Canada ATP Tour Masters 1000 Cứng, ngoài trời 7 – 13 tháng 8 năm 2023                                        |      |                                  |         |           |                              |       |
| Rút lui |      |                                  |         |           |                              |       |
| |      |                                  |         |           |                              |       |
| Cincinnati Open Cincinnati, Hoa Kỳ ATP Tour Masters 1000 Cứng, ngoài trời 13 – 20 tháng 8 năm 2023                                   |      |                                  |         |           |                              |       |
| – | V1   | Miễn                             | Miễn    | Miễn      | Miễn                         |       |
| 39 / 1276 | V2   | Alejandro Davidovich Fokina      | 23      | Thắng     | 6–4, 0–0 bỏ cuộc             |       |
| 40 / 1277 | V3   | Gaël Monfils (PR)                | 211     | Thắng     | 6–3, 6–2                     |       |
| 41 / 1278 | TK   | Taylor Fritz (9)                 | 9       | Thắng     | 6–0, 6–4                     |       |
| 42 / 1279 | BK   | Alexander Zverev (16)            | 17      | Thắng     | 7–6(7–5), 7–5                |       |
| 43 / 1280 | VĐ   | Carlos Alcaraz (1)               | 1       | Thắng (4) | 5–7, 7–6(9–7), 7–6(7–4)      |       |
| |      |                                  |         |           |                              |       |
| Giải quần vợt Mỹ Mở rộng Thành phố New York, Hoa Kỳ Grand Slam Cứng, ngoài trời 28 tháng 8 – 10 tháng 9 năm 2023                     |      |                                  |         |           |                              |       |
| 44 / 1281 | V1   | Alexandre Müller                 | 84      | Thắng     | 6–0, 6–2, 6–3                |       |
| 45 / 1282 | V2   | Bernabé Zapata Miralles          | 76      | Thắng     | 6–4, 6–1, 6–1                |       |
| 46 / 1283 | V3   | Laslo Djere (32)                 | 38      | Thắng     | 4–6, 4–6, 6–1, 6–1, 6–3      |       |
| 47 / 1284 | V4   | Borna Gojo (Q)                   | 105     | Thắng     | 6–2, 7–5, 6–4                |       |
| 48 / 1285 | TK   | Taylor Fritz (9)                 | 9       | Thắng     | 6–1, 6–4, 6–4                |       |
| 49 / 1286 | BK   | Ben Shelton                      | 47      | Thắng     | 6–3, 6–2, 7–6(7–4)           |       |
| 50 / 1287 | VĐ   | Daniil Medvedev (3)              | 3       | Thắng (5) | 6–3, 7–6(7–5), 6–3           |       |
| |      |                                  |         |           |                              |       |
| Vòng chung kết Davis Cup Vòng bảng Valencia, Tây Ban Nha Davis Cup Cứng, trong nhà 12–17 tháng 9 năm 2023                            |      |                                  |         |           |                              |       |
| 51 / 1288 | VB   | Alejandro Davidovich Fokina      | 25      | Thắng     | 6–3, 6–4                     |       |
| |      |                                  |         |           |                              |       |
| Shanghai Masters Thượng Hải, Trung Quốc ATP Tour Masters 1000 Cứng, ngoài trời 4 – 15 tháng 10 năm 2023                              |      |                                  |         |           |                              |       |
| Rút lui |      |                                  |         |           |                              |       |
| |      |                                  |         |           |                              |       |
| Paris Masters Paris, Pháp ATP Tour Masters 1000 Cứng, trong nhà 30 tháng 10 – 5 tháng 11 năm 2023                                    |      |                                  |         |           |                              |       |
| – | V1   | Miễn                             | Miễn    | Miễn      | Miễn                         |       |
| 52 / 1289 | V2   | Tomás Martín Etcheverry          | 31      | Thắng     | 6–3, 6–2                     |       |
| 53 / 1290 | V3   | Tallon Griekspoor                | 23      | Thắng     | 4–6, 7–6(7–2), 6–4           |       |
| 54 / 1291 | TK   | Holger Rune (6)                  | 7       | Thắng     | 7–5, 6–7(3–7), 6–4           |       |
| 55 / 1292 | BK   | Andrey Rublev (5)                | 5       | Thắng     | 5–7, 7–6(7–3), 7–5           |       |
| 56 / 1293 | VĐ   | Grigor Dimitrov                  | 17      | Thắng (6) | 6–4, 6–3                     |       |
| |      |                                  |         |           |                              |       |
| ATP Finals Turin, Ý ATP Finals Cứng, trong nhà 12 – 19 tháng 11 năm 2023                                                             |      |                                  |         |           |                              |       |
| 57 / 1294 | VB   | Holger Rune (8)                  | 8       | Thắng     | 7–6(7–4), 6–7(1–7), 6–3      |       |
| 58 / 1295 | VB   | Jannik Sinner (4)                | 4       | Thua      | 5–7, 7–6(7–5), 6–7(2–7)      |       |
| 59 / 1296 | VB   | Hubert Hurkacz (Alt)             | 9       | Thắng     | 7–6(7–1), 4–6, 6–1           |       |
| 60 / 1297 | BK   | Carlos Alcaraz (2)               | 2       | Thắng     | 6–3, 6–2                     |       |
| 61 / 1298 | VĐ   | Jannik Sinner (4)                | 4       | Thắng (7) | 6–3, 6–3                     |       |
| |      |                                  |         |           |                              |       |
| Vòng chung kết Davis Cup Vòng đấu loại trực tiếp Málaga, Tây Ban Nha Davis Cup Cứng, trong nhà 21 – 26 tháng 11 năm 2023             |      |                                  |         |           |                              |       |
| 62 / 1299 | TK   | Cameron Norrie                   | 18      | Thắng     | 6–4, 6–4                     |       |
| 63 / 1300 | BK   | Jannik Sinner                    | 4       | Thua      | 2–6, 6–2, 5–7                |       |
| |      |                                  |         |           |                              |       |

### Đôi
| Giải đấu | Trận | Vòng                                   | Đối thủ   | Xếp hạng               | Kết quả               | Tỷ số |
| --- | ---- | -------------------------------------- | --------- | ---------------------- | --------------------- | ----- |
| Adelaide International Adelaide, Úc ATP Tour 250 Cứng, ngoài trời 1 – 8 tháng 1 năm 2023 Đồng đội: Vasek Pospisil                                                                           |      |                                        |           |                        |                       |       |
| 1 / 139 | V1   | Tomislav Brkić / Gonzalo Escobar       | 58 / 40   | Thua                   | 6–4, 3–6, [5–10]      |       |
| |      |                                        |           |                        |                       |       |
| Cincinnati Open Cincinnati, Hoa Kỳ ATP Tour Masters 1000 Cứng, ngoài trời 13 – 20 tháng 8 năm 2023 Đồng đội: Nikola Ćaćić                                                                   |      |                                        |           |                        |                       |       |
| 2 / 140 | V1   | Jamie Murray / Michael Venus           | 31 / 26   | Thua                   | 4–6, 2–6              |       |
| |      |                                        |           |                        |                       |       |
| Vòng chung kết Davis Cup Vòng bảng Valencia, Tây Ban Nha Davis Cup Cứng, trong nhà 12–17 tháng 9 năm 2023 Đồng đội: Nikola Ćaćić                                                            |      |                                        |           |                        |                       |       |
| 3 / 141 | VB   | Tomáš Macháč / Adam Pavlásek           | – / 57    | Thua                   | 5–7, 7–6(9–7), [3–10] |       |
| |      |                                        |           |                        |                       |       |
| Paris Masters Paris, Pháp ATP Tour Masters 1000 Cứng, trong nhà 30 tháng 10 – 5 tháng 11 năm 2023 Đồng đội: Miomir Kecmanović                                                               |      |                                        |           |                        |                       |       |
| 4 / 142 | V1   | Gonzalo Escobar / Aleksandr Nedovyesov | 57 / 47   | Thắng                  | 6–4, 6–2              |       |
| – | V2   | Rohan Bopanna / Matthew Ebden (3)      | 8 / 7     | Bỏ cuộc trước trận đấu | N/A                   |       |
| |      |                                        |           |                        |                       |       |
| Vòng chung kết Davis Cup Vòng đấu loại trực tiếp Málaga, Tây Ban Nha Davis Cup Cứng, trong nhà 21–26 tháng 11 năm 2023 Đồng đội: - Dušan Lajović (vs. Anh Quốc) - Miomir Kecmanović (vs. Ý) |      |                                        |           |                        |                       |       |
| – | VB   | Joe Salisbury / Neal Skupski           | 7 / 9     | không chơi             | N/A                   |       |
| 5 / 143 | BK   | Jannik Sinner / Lorenzo Sonego         | 500 / 243 | Thua                   | 3–6, 4–6              |       |
| |      |                                        |           |                        |                       |       |

## Giao hữu

### Đơn
| Giải đấu | Trận | Vòng             | Đối thủ | Xếp hạng | Kết quả               | Tỷ số |
| --- | ---- | ---------------- | ------- | -------- | --------------------- | ----- |
| World Tennis League Dubai, Các Tiểu vương quốc Ả Rập Thống nhất Cứng, ngoài trời 19 – 24 tháng 12 năm 2022                 |      |                  |         |          |                       |       |
| 1 | PO   | Alexander Zverev | 12      | Thua     | 3–6, 4–6              |       |
| 2 | PO   | Sebastian Ofner  | 193     | Thắng    | 6–7(5–7), 6–0, [10–7] |       |
| |      |                  |         |          |                       |       |
| The Arena Showdown Melbourne, Úc Cứng, ngoài trời 13 tháng 1 năm 2023                                                      |      |                  |         |          |                       |       |
| 3 | PO   | Nick Kyrgios     | 21      | Thua     | 3–4(3–5), 4–2, [9–10] |       |
| |      |                  |         |          |                       |       |
| Hurlingham Tennis Classic Luân Đôn, Vương quốc Liên hiệp Anh và Bắc Ireland Cỏ, ngoài trời 27 tháng 6 – 1 tháng 7 năm 2023 |      |                  |         |          |                       |       |
| 4 | PO   | Frances Tiafoe   | 10      | Thắng    | 6–3, 3–6, [10–7]      |       |
| |      |                  |         |          |                       |       |

## Lịch thi đấu
Dưới đây là lịch thi đấu năm 2023 của Novak Djokovic.

### Đơn
| Ngày                                       | Giải đấu                                         | Địa điểm                    | Thể loại           | Mặt sân            | Kết quả trước      | Điểm trước | Điểm mới | Kết quả                                                             |
| ------------------------------------------ | ------------------------------------------------ | --------------------------- | ------------------ | ------------------ | ------------------ | ---------- | -------- | ------------------------------------------------------------------- |
| 1 tháng 1 năm 2023– 8 tháng 1 năm 2023     | Adelaide International 1                         | Adelaide (AUS)              | ATP 250            | Cứng               | N/A                | 0          | 250      | Vô địch (đánh bại Sebastian Korda, 6–7(8–10), 7–6(7–3), 6–4)        |
| 16 tháng 1 năm 2023– 29 tháng 1 năm 2023   | Giải quần vợt Úc Mở rộng                         | Melbourne (AUS)             | Grand Slam         | Cứng               | N/A                | 0          | 2,000    | Vô địch (đánh bại Stefanos Tsitsipas, 6–3, 7–6(7–4), 7–6(7–5))      |
| 27 tháng 2 năm 2023– 4 tháng 3 năm 2023    | Dubai Tennis Championships                       | Dubai (UAE)                 | ATP 500            | Cứng               | TK                 | 90         | 180      | Bán kết (thua trước Daniil Medvedev, 4–6, 4–6)                      |
| 9 tháng 4 năm 2023– 16 tháng 4 năm 2023    | Monte-Carlo Masters                              | Roquebrune-Cap-Martin (FRA) | Masters 1000       | Đất nện            | V2                 | 10         | 90       | Vòng 3 (thua trước Lorenzo Musetti, 6–4, 5–7, 4–6)                  |
| N/A                                        | Serbia Open                                      | Belgrade (SRB)              | ATP 250            | Đất nện            | CK                 | 150        | 0        | Không tổ chức                                                       |
| 17 tháng 4 năm 2023– 23 tháng 4 năm 2023   | Srpska Open                                      | Banja Luka (BIH)            | ATP 250            | Đất nện            | N/A                | 0          | 45       | Tứ kết (thua trước Dušan Lajović, 4–6, 6–7(6–8))                    |
| 26 tháng 4 năm 2023– 7 tháng 5 năm 2023    | Madrid Open                                      | Madrid (ESP)                | Masters 1000       | Đất nện            | BK                 | 360        | 0        | Rút lui                                                             |
| 10 tháng 5 năm 2023– 21 tháng 5 năm 2023   | Internazionali BNL d'Italia                      | Rome (ITA)                  | Masters 1000       | Đất nện            | VĐ                 | 1,000      | 180      | Tứ kết (thua trước Holger Rune, 2–6, 6–4, 2–6)                      |
| 28 tháng 5 năm 2023– 11 tháng 6 năm 2023   | Giải quần vợt Pháp Mở rộng                       | Paris (FRA)                 | Grand Slam         | Đất nện            | TK                 | 360        | 2,000    | Vô địch (đánh bại Casper Ruud, 7–6(7–1), 6–3, 7–5)                  |
| 3 tháng 7 năm 2023– 17 tháng 7 năm 2023    | Wimbledon                                        | Luân Đôn (UK)               | Grand Slam         | Cỏ                 | VĐ                 | 0          | 1,200    | Chung kết (thua trước Carlos Alcaraz, 6–1, 6–7(6–8), 1–6, 6–3, 4–6) |
| 7 tháng 8 năm 2023– 14 tháng 8 năm 2023    | Canadian Open                                    | Montreal (CAN)              | Masters 1000       | Cứng               | A                  | 0          | 0        | Rút lui                                                             |
| 14 tháng 8 năm 2023– 21 tháng 8 năm 2023   | Cincinnati Open                                  | Cincinnati (USA)            | Masters 1000       | Cứng               | A                  | 0          | 1000     | Vô địch (đánh bại Carlos Alcaraz, 5–7, 7–6(9–7), 7–6(7–4))          |
| 28 tháng 8 năm 2023– 10 tháng 9 năm 2023   | Giải quần vợt Mỹ Mở rộng                         | New York (USA)              | Grand Slam         | Cứng               | A                  | 0          | 2000     | Vô địch (đánh bại Daniil Medvedev, 6–3, 7–6(7–5), 6–3)              |
| 11 tháng 9 năm 2023– 17 tháng 9 năm 2023   | Vòng bảng Vòng chung kết Davis Cup               | Valencia (ESP)              | Davis Cup          | Cứng (trong nhà)   | N/A                | N/A        | N/A      | Giành quyền vào vòng đấu loại trực tiếp                             |
| 25 tháng 9 năm 2023– 1 tháng 10 năm 2023   | Astana Open                                      | Astana (KAZ)                | ATP 250            | Cứng (trong nhà)   | VĐ                 | 500        | 0        | Rút lui                                                             |
| 4 tháng 10 năm 2023– 15 tháng 10 năm 2023  | Shanghai Masters                                 | Thượng Hải (CHN)            | Masters 1000       | Cứng               | N/A                | 0          | 0        | Rút lui                                                             |
| 30 tháng 10 năm 2023– 5 tháng 11 năm 2023  | Paris Masters                                    | Paris (FRA)                 | Masters 1000       | Cứng (trong nhà)   | CK                 | 600        | 1000     | Vô địch (đánh bại Grigor Dimitrov, 6–4, 6–3)                        |
| 6 tháng 11 năm 2023– 12 tháng 11 năm 2023  | Tel Aviv Open                                    | Tel Aviv (ISR)              | ATP 250            | Cứng (trong nhà)   | VĐ                 | 250        | 0        | Bị hủy do chiến tranh Israel – Hamas                                |
| 12 tháng 11 năm 2023– 19 tháng 11 năm 2023 | ATP Finals                                       | Turin (ITA)                 | Tour Finals        | Cứng (trong nhà)   | VĐ                 | 1500       | 1300     | Vô địch (đánh bại Jannik Sinner, 6–3, 6–3)                          |
| 21 tháng 11 năm 2023– 26 tháng 11 năm 2023 | Vòng đấu loại trực tiếp Vòng chung kết Davis Cup | Málaga (ESP)                | Davis Cup          | Cứng (trong nhà)   | N/A                | N/A        | N/A      | Bán kết ( Serbia thua trước Ý, 1–2)                                 |
| Tổng điểm cuối năm                         | Tổng điểm cuối năm                               | Tổng điểm cuối năm          | Tổng điểm cuối năm | Tổng điểm cuối năm | Tổng điểm cuối năm | 4820       | 11245    | 6425                                                                |

### Đôi
| Ngày                                       | Giải đấu                                         | Địa điểm           | Thể loại           | Mặt sân            | Kết quả trước      | Điểm trước | Điểm mới | Kết quả                                                            |
| ------------------------------------------ | ------------------------------------------------ | ------------------ | ------------------ | ------------------ | ------------------ | ---------- | -------- | ------------------------------------------------------------------ |
| 1 tháng 1 năm 2023– 8 tháng 1 năm 2023     | Adelaide International 1                         | Adelaide (AUS)     | ATP 250            | Cứng               | N/A                | 0          | 0        | V1 (thua trước Tomislav Brkić / Gonzalo Escobar, 6–4, 3–6, [5–10]) |
| 14 tháng 8 năm 2023– 21 tháng 8 năm 2023   | Cincinnati Masters                               | Cincinnati (USA)   | Masters 1000       | Cứng               | N/A                | 0          | 0        | V1 (thua trước Jamie Murray / Michael Venus, 4–6, 2–6)             |
| 11 tháng 9 năm 2023– 17 tháng 9 năm 2023   | Vòng bảng Vòng chung kết Davis Cup               | Valencia (ESP)     | Davis Cup          | Cứng (trong nhà)   | N/A                | N/A        | N/A      | Giành quyền vào vòng đấu loại trực tiếp                            |
| 30 tháng 10 năm 2023– 5 tháng 11 năm 2023  | Paris Masters                                    | Paris (FRA)        | Masters 1000       | Cứng (trong nhà)   | N/A                | 0          | 0        | V2 (bỏ cuộc trước Rohan Bopanna / Matthew Ebden)                   |
| 21 tháng 11 năm 2023– 26 tháng 11 năm 2023 | Vòng đấu loại trực tiếp Vòng chung kết Davis Cup | Málaga (ESP)       | Davis Cup          | Cứng (trong nhà)   | N/A                | N/A        | N/A      | Bán kết ( Serbia thua trước Ý, 1–2)                                |
| Tổng điểm cuối năm                         | Tổng điểm cuối năm                               | Tổng điểm cuối năm | Tổng điểm cuối năm | Tổng điểm cuối năm | Tổng điểm cuối năm | 0          | 0        | 0                                                                  |

## Các thành tích trong năm

### Thành tích đối đầu
Novak Djokovic có thành tích thắng–thua 56–7 (88.89%) ở các trận đấu ATP trong mùa giải 2023. Thành tích của anh trước các tay vợt top 10 bảng xếp hạng ATP tại thời điểm diễn ra trận đấu là 17–5 (77.27%). In đậm biểu thị tay vợt được xếp hạng top 10 tại thời điểm ít nhất một lần gặp nhau. Danh sách dưới đây được sắp xếp theo số trận thắng:
- Alejandro Davidovich Fokina 3–0
- Grigor Dimitrov 3–0
- Hubert Hurkacz 3–0
- Andrey Rublev 3–0
- Carlos Alcaraz 3–1
- Tomás Martín Etcheverry 2–0
- Taylor Fritz 2–0
- Tallon Griekspoor 2–0
- Cameron Norrie 2–0
- Daniil Medvedev 2–1
- Holger Rune 2–1
- Jannik Sinner 2–2
- Pedro Cachin 1–0
- Roberto Carballés Baena 1–0
- Enzo Couacaud 1–0
- Laslo Djere  1–0
- Alex de Minaur 1–0
- Márton Fucsovics 1–0
- Ivan Gakhov 1–0
- Borna Gojo 1–0
- Quentin Halys 1–0
- Karen Khachanov 1–0
- Sebastian Korda 1–0
- Aleksandar Kovacevic 1–0
- Constant Lestienne 1–0
- Tomáš Macháč 1–0
- Bernabé Zapata Miralles 1–0
- Gaël Monfils 1–0
- Alexandre Müller 1–0
- Tommy Paul 1–0
- Casper Ruud 1–0
- Denis Shapovalov 1–0
- Ben Shelton 1–0
- Jordan Thompson 1–0
- Stefanos Tsitsipas 1–0
- Luca Van Assche 1–0
- Juan Pablo Varillas 1–0
- Stan Wawrinka 1–0
- Alexander Zverev 1–0
- Dušan Lajović 0–1
- Lorenzo Musetti 0–1

* Thống kê chính xác tính đến  ngày 25 tháng 11 năm 2023.

### Các trận chung kết

#### Đơn: 8 (7 danh hiệu, 1 á quân)
| Thể loại           |
| ------------------ |
| Grand Slam (3–1)   |
| ATP Finals (1–0)   |
| Masters 1000 (2–0) |
| ATP 500 (0–0)      |
| ATP 250 (1–0)      |

| Danh hiệu theo mặt sân |
| ---------------------- |
| Cứng (6–0)             |
| Đất nện (1–0)          |
| Cỏ (0–1)               |

| Danh hiệu theo điều kiện |
| ------------------------ |
| Ngoài trời (5–1)         |
| Trong nhà (2–0)          |

| Kết quả | T–B | Ngày              | Giải đấu                                           | Thể loại     | Mặt sân          | Đối thủ            | Tỷ số                        |
| ------- | --- | ----------------- | -------------------------------------------------- | ------------ | ---------------- | ------------------ | ---------------------------- |
| Vô địch | 1–0 | tháng 1 năm 2023  | Adelaide International 1, Úc                       | ATP 250      | Cứng             | Sebastian Korda    | 6–7(8–10), 7–6(7–3), 6–4     |
| Vô địch | 2–0 | tháng 1 năm 2023  | Úc Mở rộng, Úc                                     | Grand Slam   | Cứng             | Stefanos Tsitsipas | 6–3, 7–6(7–4), 7–6(7–5)      |
| Vô địch | 3–0 | tháng 6 năm 2023  | Pháp Mở rộng, Pháp                                 | Grand Slam   | Đất nện          | Casper Ruud        | 7–6(7–1), 6–3, 7–5           |
| Á quân  | 3–1 | tháng 7 năm 2023  | Wimbledon, Vương quốc Liên hiệp Anh và Bắc Ireland | Grand Slam   | Cỏ               | Carlos Alcaraz     | 6–1, 6–7(6–8), 1–6, 6–3, 4–6 |
| Vô địch | 4–1 | tháng 8 năm 2023  | Cincinnati Masters, Hoa Kỳ                         | Masters 1000 | Cứng             | Carlos Alcaraz     | 5–7, 7–6(9–7), 7–6(7–4)      |
| Vô địch | 5–1 | tháng 9 năm 2023  | Mỹ Mở rộng, Hoa Kỳ                                 | Grand Slam   | Cứng             | Daniil Medvedev    | 6–3, 7–6(7–5), 6–3           |
| Vô địch | 6–1 | tháng 11 năm 2023 | Paris Masters, Pháp                                | Masters 1000 | Cứng (trong nhà) | Grigor Dimitrov    | 6–4, 6–3                     |
| Vô địch | 7–1 | tháng 11 năm 2023 | ATP Finals, Ý                                      | Tour Finals  | Cứng (trong nhà) | Jannik Sinner      | 6–3, 6–3                     |

### Các trận thắng trước tay vợt top 10 (17–5)
| Thể loại           |
| ------------------ |
| Grand Slam (8–1)   |
| ATP Finals (4–1)   |
| Masters 1000 (4–1) |
| ATP 500 (0–1)      |
| ATP 250 (1–0)      |
| Davis Cup (0–1)    |

| Chiến thắng theo mặt sân |
| ------------------------ |
| Cứng (13–3)              |
| Đất nện (2–1)            |
| Cỏ (2–1)                 |

| Chiến thắng theo điều kiện |
| -------------------------- |
| Ngoài trời (11–3)          |
| Trong nhà (6–2)            |

| #      | Tay vợt            | Xếp hạng | Giải đấu                                           | Mặt sân          | Vòng | Tỷ số                   | XHND |
| ------ | ------------------ | -------- | -------------------------------------------------- | ---------------- | ---- | ----------------------- | ---- |
| 1/241  | Daniil Medvedev    | 7        | Adelaide International 1, Úc                       | Cứng             | BK   | 6–3, 6–4                | 5    |
| 2/242  | Andrey Rublev      | 6        | Giải quần vợt Úc Mở rộng, Úc                       | Cứng             | TK   | 6–1, 6–2, 6–4           | 5    |
| 3/243  | Stefanos Tsitsipas | 4        | Giải quần vợt Úc Mở rộng, Úc                       | Cứng             | CK   | 6–3, 7–6(7–4), 7–6(7–5) | 5    |
| 4/244  | Carlos Alcaraz     | 1        | Giải quần vợt Pháp Mở rộng, Pháp                   | Đất nện          | BK   | 6–3, 5–7, 6–1, 6–1      | 3    |
| 5/245  | Casper Ruud        | 4        | Giải quần vợt Pháp Mở rộng, Pháp                   | Đất nện          | CK   | 7–6(7–1), 6–3, 7–5      | 3    |
| 6/246  | Andrey Rublev      | 7        | Wimbledon, Vương quốc Liên hiệp Anh và Bắc Ireland | Cỏ               | TK   | 4–6, 6–1, 6–4, 6–3      | 2    |
| 7/247  | Jannik Sinner      | 8        | Wimbledon, Vương quốc Liên hiệp Anh và Bắc Ireland | Cỏ               | BK   | 6–3, 6–4, 7–6(7–4)      | 2    |
| 8/248  | Taylor Fritz       | 9        | Cincinnati Masters, Hoa Kỳ                         | Cứng             | TK   | 6–0, 6–4                | 2    |
| 9/249  | Carlos Alcaraz     | 1        | Cincinnati Masters, Hoa Kỳ                         | Cứng             | CK   | 5–7, 7–6(9–7), 7–6(7–4) | 2    |
| 10/250 | Taylor Fritz       | 9        | Giải quần vợt Mỹ Mở rộng, Hoa Kỳ                   | Cứng             | TK   | 6–1, 6–4, 6–4           | 2    |
| 11/251 | Daniil Medvedev    | 3        | Giải quần vợt Mỹ Mở rộng, Hoa Kỳ                   | Cứng             | CK   | 6–3, 7–6(7–5), 6–3      | 2    |
| 12/252 | Holger Rune        | 7        | Paris Masters, Pháp                                | Cứng (trong nhà) | TK   | 7–5, 6–7(3–7), 6–4      | 1    |
| 13/253 | Andrey Rublev      | 6        | Paris Masters, Pháp                                | Cứng (trong nhà) | BK   | 5–7, 7–6(7–3), 7–5      | 1    |
| 14/254 | Holger Rune        | 8        | ATP Finals, Turin, Ý                               | Cứng (trong nhà) | VB   | 7–6(7–4), 6–7(1–7), 6–3 | 1    |
| 15/255 | Hubert Hurkacz     | 9        | ATP Finals, Turin, Ý                               | Cứng (trong nhà) | VB   | 7–6(7–1), 4–6, 6–1      | 1    |
| 16/256 | Carlos Alcaraz     | 2        | ATP Finals, Turin, Ý                               | Cứng (trong nhà) | BK   | 6–3, 6–2                | 1    |
| 17/257 | Jannik SInner      | 4        | ATP Finals, Turin, Ý                               | Cứng (trong nhà) | CK   | 6–3, 6–3                | 1    |

### Tiền thưởng
- In đậm biểu thị giải đấu vô địch

| Đơn                         |             |             |
| Giải đấu                    | Tiền thưởng | Tổng số     |
| Adelaide International 1    | $94,560     | $94,560     |
| Giải quần vợt Úc Mở rộng    | A$2,975,000 | $2,169,622  |
| Dubai Tennis Championships  | $153,125    | $2,322,747  |
| Monte-Carlo Masters         | €77,760     | $2,407,482  |
| Srpska Open                 | €17,010     | $2,426,179  |
| Internazionali BNL d'Italia | €161,525    | $2,604,148  |
| Giải quần vợt Pháp Mở rộng  | €2,300,000  | $5,070,668  |
| Giải quần vợt Wimbledon     | £1,175,000  | $6,562,330  |
| Cincinnati Masters          | $1,019,335  | $7,581,665  |
| Giải quần vợt Mỹ Mở rộng    | $3,000,000  | $10,581,665 |
| Paris Masters               | €892,590    | $11,524,597 |
| ATP Finals                  | $4,411,500  | $15,936,097 |
|                             |             | $15,936,097 |
| Đôi                         |             |             |
| Giải đấu                    | Tiền thưởng | Tổng số     |
| Adelaide International 1    | $785        | $785        |
| Cincinnati Masters          | $7,725      | $8,510      |
| Paris Masters               | €7,040      | $15,947     |
|                             |             | $15,947     |
| Tổng số                     |             |             |
|                             |             | $15,952,044 |

 Số liệu bằng đô la Mỹ (USD). 
- nguồn: ATP Tour (đơn)
- nguồn: ATP Tour (đôi)